# Муджибнагар
Муджибнагар (бенг. মুজিবনগর, колишня назва — Байдьянатхтала — місто на заході Бангладеш, адміністративний центр однойменного підокругу. Місто отримало свою назву на честь першого президента і прем'єр-міністра Бангладеш Муджибура Рахмана. 17 квітня 1971 року в Муджибнагарі було вперше прочитано декларацію про незалежність Бангладеш. Тут же перший тимчасовий уряд Бангладеш склав присягу.